# Вердица
Вердица — река в России, протекает в Сараевском районе Рязанской области. Правый приток Вёрды.

## География
Река Вердица берёт начало у деревни Дмитриевка. Течёт на север по открытой местности. У деревни Ивановка поворачивает на запад. Устье реки находится у села Телятники в 38 км по правому берегу реки Вёрды. Длина реки составляет 39 км, площадь водосборного бассейна 181 км².

## Данные водного реестра
По данным государственного водного реестра России относится к Окскому бассейновому округу, водохозяйственный участок реки — Ока от города Рязань до водомерного поста у села Копоново, без реки Проня, речной подбассейн реки — бассейны притоков Оки до впадения Мокши. Речной бассейн реки — Ока.
Код объекта в государственном водном реестре — 09010102212110000025997.